# Andrei Borissowitsch Jumaschew

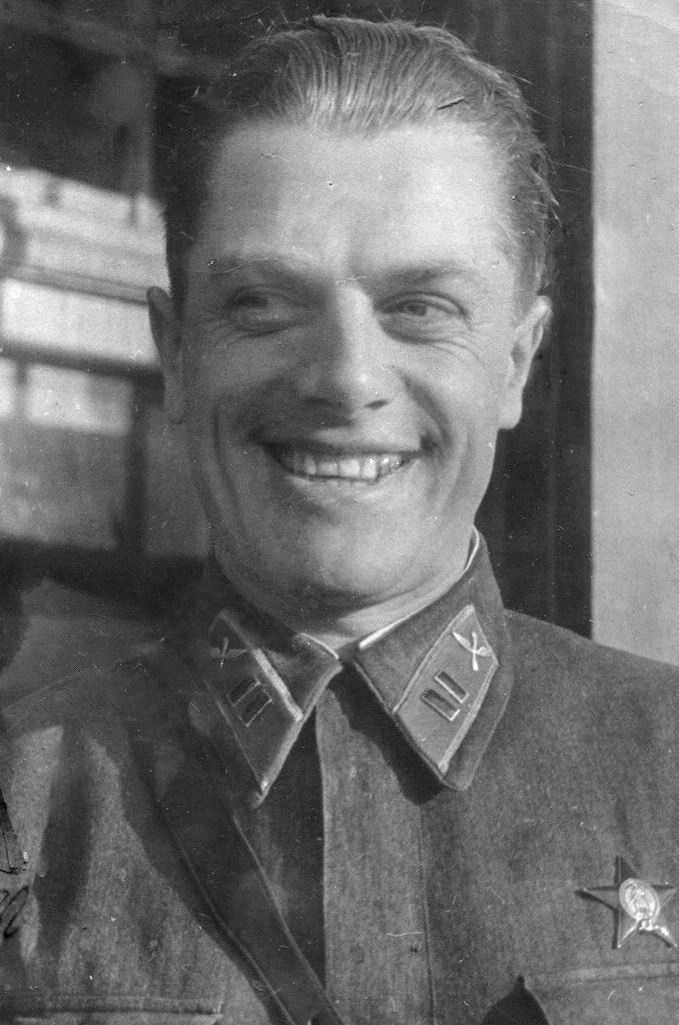
Andrei Borissowitsch Jumaschew (1938)

Andrei Borissowitsch Jumaschew (russisch Андрей Борисович Юмашев; * 18. Märzjul. / 31. März 1902greg. in St. Petersburg; † 20. Mai 1988 in Moskau) war ein sowjetischer Testpilot.

## Leben
Jumaschew, Sohn eines Angestellten, besuchte die Realschule und die Klassen der Gesellschaft zur Förderung der Künste mit Abschluss 1918 nach der Oktoberrevolution. Im Sommer 1918 arbeitete er als Landvermesser im Gouvernement Orjol. Im August 1918 trat er als Freiwilliger in die Rote Armee ein. Ab Ende 1919 absolvierte er die 2. Petrograder Artillerie-Kurse. Im Russischen Bürgerkrieg kämpfte er von Oktober 1920 bis Februar 1921 in der Artillerie-Division der Südfront und nahm an der Zerschlagung der weißen Wrangel-Streitkräfte und der Machno-Aufständischen teil. 1921 absolvierte er die 7. Sewastopoler Artillerie-Kurse und diente dann im Charkower Militärbezirk.
Jumaschew absolvierte 1923 die Jegorjewsker Militärtheoretische Fliegerschule und 1924 die Borissoglebsker Fliegerschule für Militärpiloten und die Serpuchower Hochschule für Luftkampf, Schießen und Bombenabwurf. Darauf diente er im Kiewer Militärbezirk. 1926–1927 war er Fluglehrer an der Serpuchower Hochschule.
1925 hatte Jumaschew das Segelflugzeug Ju-1 konstruiert und gebaut, mit dem er an drei Segelflugwettbewerben in Koktebel teilnahm. Im September 1928 führte er mit dem Segelflugzeug Gamajun, das Michail Tichonrawow und Alexei Alexejewitsch Dubrowin gebaut hatten, den ersten sowjetischen Thermikflug durch und stellte zwei Allunionsrekorde auf. Mit dem von Wladimir Wachmistrow, Tichonrawow und Dubrowin gebauten Segelflugzeug Skif stellte Jumaschew auf dem VI. Allunionssegelflugwettbewerb 1929 einen Geschwindigkeitsrekord auf.
1927 wurde Jumaschew Testpilot des Wissenschaftlichen Forschungsinstituts der Luftstreitkräfte der Sowjetunion auf dem Moskauer Chodynkafeld. Er flog und testete das Versuchsflugzeug Stal-6 und beteiligte sich am Testprogramm der Jagdflugzeuge I-3, I-4, I-7, der Aufklärungsflugzeuge R-3, R-6, R-7, der Bombenflugzeuge TB-1bis, TB-3, Stal-7, Pe-8 und des Verkehrsflugzeugs ANT-9. Mit der TB-3 stellte Jumaschew im September 1936 drei Weltrekorde auf, indem er mit einer Last von 5 t 8116 m, mit 10 t 6605 m und mit 12 t 2000 m Höhe erreichte.

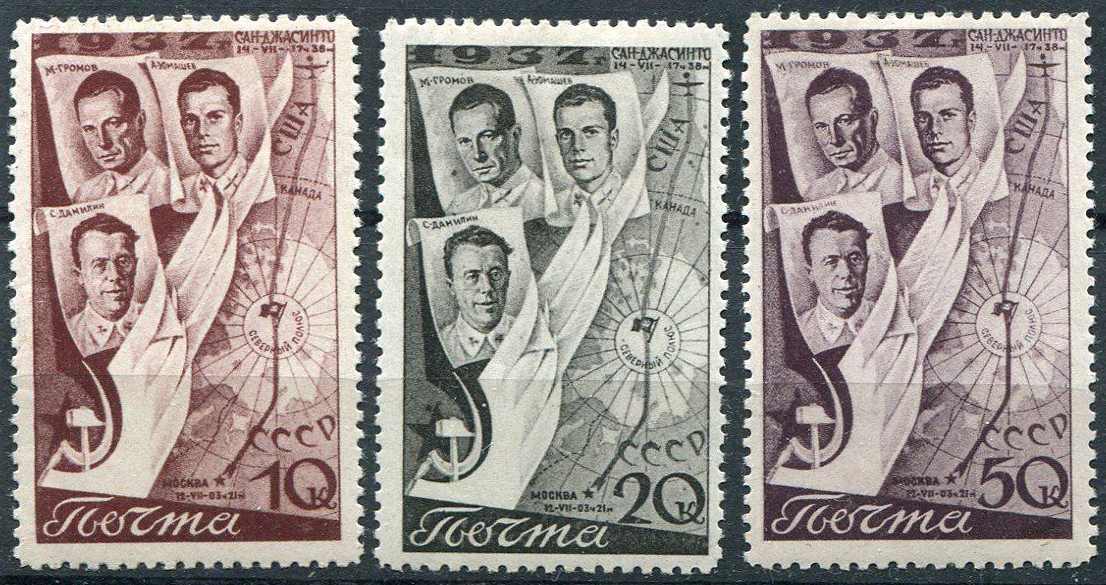
Briefmarken der Post der UdSSR zum Flug Moskau–San Jacinto

Vom 12. bis zum 14. Juli 1937 nahm Jumaschew als Copilot am Rekord-Nonstopflug mit einer ANT-25 von Moskau über den Nordpol in die USA mit dem Piloten Oberst Michail Gromow und dem Navigator Sergei Danilin teil. Wegen der teilweise schwierigen Wetterbedingungen wollten sie eigentlich weiter nach Mexiko fliegen, aber entsprechend dem Befehl, in den USA zu landen, landeten sie nach 62 Stunden und 17 Minuten auf einer Wiese bei San Jacinto. Es folgte eine dreiwöchige Rundreise durchs Land. In Washington, D.C. wurden sie von Präsident Franklin D. Roosevelt empfangen. Mit Ausnahme des Deutschen Reiches wurde in allen Ländern über den sowjetischen Rekordflug berichtet. Die Besatzungsmitglieder erhielten die Médaille De la Vaulx der Fédération Aéronautique Internationale.
1937 wurde Jumaschew Testpilot des Zentralen Aerohydrodynamischen Instituts (ZAGI). Er beteiligte sich an den Tests der von dem Leiter des Büros für Sonderkonstruktionen (BOK) Wladimir Tschischewski konstruierten Stratosphärenversuchsflugzeuge mit Druckkabine BOK-7 für Höhenrekorde und BOK-15 für Langstreckenrekorde.
Im sowjetisch-finnischen Winterkrieg flog Jumaschew 6 Kampfeinsätze mit einer DB-3 des 85. Bombenfliegerregiments. Im März 1941 wurde er Vizechef der Flugabteilung des Instituts für Flugforschung.
Nach Beginn des Deutsch-Sowjetischen Kriegs kommandierte Jumaschew von Juli bis August 1941 die 2. selbstständige Jagdfliegerstaffel, die die Nachtangriffe auf Moskau abwehrte. Von August bis Dezember 1941 war er wegen des Kaufs von Flugzeugen in den USA. Darauf kommandierte er das der Kalininer Front unterstellte 237. Jagdfliegerregiment. Er wurde im März 1942 Vizekommandeur der 3. Luftarmee der Kalininer Front, im August 1942 Vizekommandeur der 1. Luftarmee der Westfront und im März 1943 Kommandeur des 6. Jagdfliegerkorps der Zentralfront. Er war an der Verteidigungsoperation bei Bely und an den Schlachten von Rschew und Kursk beteiligt. Er kommandierte ab Juli 1943 die Luftstreitkräfte der Luftverteidigungsstreitkräfte (PWO) der Ostfront und ab März 1944 die PWO der Südfront. Im Februar 1945 wurde er Chef der Verwaltung der Jagdfliegerkräfte innerhalb der Hauptverwaltung der Luftstreitkräfte. Er war an den Vorbereitungen der Schlacht um Königsberg und der Schlacht um Berlin beteiligt.
Im Oktober 1946 wurde Jumaschew als Generalmajor in die Reserve versetzt. Er lebte in Moskau und größtenteils in einer Datsche in Alupka. Er betätigte sich künstlerisch und wurde 1946 in die Union der Künstler der UdSSR aufgenommen. Zusammen mit dem Maler Robert Falk unternahm er Reisen nach Zentralasien und schuf Bilder historischer Denkmäler Samarkands und Bucharas und Porträts von Menschen des Ostens. Es gab Ausstellungen seiner Werke in Moskau (zweimal), Alupka, Obninsk und San Jacinto.
Jumaschew war seit 1941 Mitglied der KPdSU und Deputierter des Obersten Sowjets der UdSSR in der 1. Sitzungsperiode 1937–1946.
Jumaschew starb am 20. Mai 1988 in Moskau und wurde auf dem Wagankowoer Friedhof begraben.

## Ehrungen
- Orden des Roten Sterns (1933)[2]
- Ehrenbürger der Städte Los Angeles und San Jacinto (1937)[2]
- Médaille De la Vaulx (1937)[1]
- Held der Sowjetunion (1937)[2]
- Leninorden (1937, 1945)[2]
- Jubiläumsmedaille „XX Jahre Rote Arbeiter-und-Bauern-Armee“
- Rotbannerorden (1940, 1944, 1944, 1945, 1945)[5][6]
- Medaille „Für die Verteidigung Moskaus“
- Medaille „Für die Verteidigung des Kaukasus“
- Medaille „Für die Einnahme Berlins“
- Medaille „Sieg über Deutschland“
- Medaille „20. Jahrestag des Sieges im Großen Vaterländischen Krieg 1941–1945“
- Medaille „Veteran der Streitkräfte der UdSSR“
- Medaille „Für Verdienste im Kampf“ (1967)
- Medaille „50 Jahre Streitkräfte der UdSSR“
- Jubiläumsmedaille „Zum Gedenken an den 100. Geburtstag von Wladimir Iljitsch Lenin“
- Medaille „30. Jahrestag des Sieges im Großen Vaterländischen Krieg 1941–1945“
- Medaille „60 Jahre Streitkräfte der UdSSR“
- Medaille „40. Jahrestag des Sieges im Großen Vaterländischen Krieg 1941–1945“
- Orden des Vaterländischen Krieges (1985)[2]
- Medaille „70 Jahre Streitkräfte der UdSSR“